# Therese Lundin
Therèse Sofie Lundin (Uddevalla, Suecia, 2 de agosto de 1970) es una nadadora retirada especializada en pruebas de estilo libre y estilo mariposa. Consiguió una medalla de bronce durante el Campeonato Europeo de Natación de 1991 en la prueba de 100 metros mariposa.
Representó a Suecia en los Juegos Olímpicos de Barcelona 1992.

## Palmarés internacional
| Campeonato Europeo de Natación | Campeonato Europeo de Natación | Campeonato Europeo de Natación | Campeonato Europeo de Natación |
| Año                            | Lugar                          | Medalla                        | Prueba                         |
| ------------------------------ | ------------------------------ | ------------------------------ | ------------------------------ |
| 1991                           | Atenas ( Grecia)               | Medalla de bronce              | 100 m mariposa                 |
| 1993                           | Sheffield ( Reino Unido)       | Medalla de plata               | 4x200 m libres                 |